# Atlético Club Las Palmas
L'Atlético Club Las Palmas fou un antic club de futbol canari de la ciutat de Las Palmas de Gran Canaria.
Va ser fundat l'any 1911 amb el nom Santa Catalina FC, més tard refundat com CD Santa Catalina. L'any 1926 adoptà el nom Atlético Club. Eren coneguts amb el sobrenom "leones del puerto". El seu uniforme es basava en el de l'Atlètic de Madrid. L'any 1924, amb el nom Santa Catalina, es proclamà campió de Canàries.
Desaparegué l'any 1949, quan juntament amb CD Gran Canaria, Arenas Club, Real Club Victoria i Marino Fútbol Club formà la Unión Deportiva Las Palmas.

## Palmarès
- Campionat de Canàries de Futbol:
  - 1924[3]
- Campionat de Gran Canària:
  - 1940-41